# Kukavica
Šta je to u tvojim venama — пятый студийный альбом сербской певицы Светланы «Цецы» Ражнатович, выпущенный в июне 1993 года на лейбле Produkcija «Južni Vetar». В сентябре того же года на лейбле Lucky Sound вышло переиздание альбома под названием Kukavica, одноимённая песня с которого стала большим хитом.

## Об альбоме
Данным альбомом певица положила начало сотрудничество с известной поэтессой Мариной Туцакович и композитором Александаром Радуловичем, с которыми впоследствии выпустит ещё несколько хитов.
Альбом был выпущен в 1993 году на компакт-диске, кассете и виниловой пластинке, предназначенной исключительно для радиостанций, которые до сих пор транслировали музыку в основном с пластинок. В первом тираже альбома не было песни «Kukavica», которая была записана уже после выпуска альбома, и, поскольку он стал мега-хитом с молниеносной скоростью, впоследствии она была включена в переиздание альбома. 
Для раскрутки альбома были сняты видеоклипы на песни «Šta is that u put venama», «Zaboravi» и «Kukavica».

## Список композиций
| №                   | Название                    | Текст песни         | Музыка                             | Длительность |
| ------------------- | --------------------------- | ------------------- | ---------------------------------- | ------------ |
| 1.                  | «Kukavica»                  | Марина Туцакович    | Александар Радулович               | 3:49         |
| 2.                  | «Šta je to u tvojim venama» | Марина Туцакович    | Александар Радулович               | 3:20         |
| 3.                  | «Popij me kao lek»          | Марина Туцакович    | Александар Радулович               | 3:29         |
| 4.                  | «Oprosti mi suze»           | Марина Туцакович    | Александар Радулович               | 3:25         |
| 5.                  | «Žarila sam žar»            | Светлана Великович  | Александар Радулович               | 3:13         |
| 6.                  | «Ustani, budi se»           | Марина Туцакович    | Александар Радулович               | 3:04         |
| 7.                  | «Što si tako zaboravan»     | Марина Туцакович    | Александар Радулович               | 3:50         |
| 8.                  | «Zaboravi»                  | Светлана Великович  | Александар Радулович               | 4:17         |
| 9.                  | «Nebo, mesec, zvezdice»     | Марина Туцакович    | Зоран Живанович, Радован Йовичевич | 2:45         |
| Общая длительность: | Общая длительность:         | Общая длительность: | Общая длительность:                | 31:33        |

Автором слов песен «Žarila sam žar» и «Zaboravi» указана сама Цеца, однако их автором является Дино Деришхалидович; это было сделано из-за начавшейся войны в Боснии — Деришхалидович хотел скрыть своё мусульманское происхождение.